# Balalaica
La balalaica o balalaika (in russo балала́йка?, balalajka) è uno strumento musicale di origini russe, forse derivato dalla domra. È un liuto con cassa a forma triangolare, con il retro della cassa d'amplificazione simile al mandolino napoletano, e possiede tre corde (o tre raddoppiate) che vengono fatte vibrare con le dita o un plettro: si tratta perciò di un cordofono a corde pizzicate. Esistono cinque tipi di balalaica, a seconda di come sono accordate le relative corde, con diverse dimensioni:
1. mi-mi-la
2. la-la-re (di poco più grande in dimensioni)
3. mi-mi-la (chiamata alto, suona 1 ottava più in basso della prima ed è perciò ancora più grande)
4. mi-la-re (chiamata basso)
5. mi-la-re (chiamata contrabbasso, suona 1 ottava più in basso della precedente ed è quindi quella più grande)

Gli intervalli tra le corde dei primi tre tipi di balalaica sono gli stessi: due corde all'unisono e una alla quarta superiore.